# Rhynchostegium finitimum
Rhynchostegium finitimum là một loài rêu trong họ Brachytheciaceae. Loài này được Hampe Ångström mô tả khoa học đầu tiên năm 1876.